# Wiktory 2014
30. ceremonia wręczania Wiktorów za rok 2014 odbyła się 30 marca 2015 roku na Zamku Królewskim w Warszawie. Galę prowadził Krzysztof Ziemiec.

## Laureaci i Nominowani
| Kategoria                        | Laureat                                                                                   | Nominowany                                                                                      |
| -------------------------------- | ----------------------------------------------------------------------------------------- | ----------------------------------------------------------------------------------------------- |
| Polityk roku                     | Donald Tusk                                                                               | - Robert Biedroń - Ewa Kopacz - Adam Daniel Rotfeld - Grzegorz Schetyna                         |
| Dziennikarz roku                 | Arleta Bojke                                                                              | - Jarosław Gugała - Piotr Kraśko - Jarosław Kuźniar - Monika Olejnik                            |
| Aktor roku                       | Tomasz Kot                                                                                | - Janusz Gajos - Agata Kulesza - Dawid Ogrodnik - Robert Więckiewicz                            |
| Artysta sceny roku               | Dawid Podsiadło                                                                           | - Piotr Beczała - Margaret - Włodzimierz Pawlik - Artur Rojek                                   |
| Twórca roku                      | - Paweł Pawlikowski - Mariusz Treliński                                                   | - Jan Komasa - Łukasz Palkowski - Małgorzata Szumowska                                          |
| Wyjątkowa osobowość roku         | Martyna Wojciechowska                                                                     | - Agnieszka Chylińska - Aleksander Doba - Andrzej Seweryn - Małgorzata Walewska                 |
| Odkrycie roku                    | Stephane Antiga                                                                           | - Paweł Domagała - Marta Manowska - Agata Trzebuchowska - Zofia Wichłacz                        |
| Sportowiec roku                  | - Kamil Stoch - Mariusz Wlazły                                                            | - Zbigniew Bródka - Michał Kwiatkowski - Rafał Sonik                                            |
| Wielka osobowość nauki i kultury | prof. Henryk Skarżyński                                                                   | - prof. Adam Maciejewski - prof. Karol Modzelewski - Agnieszka Odorowicz - prof. Janusz Skalski |
| Wiktor Publiczności              | Cezary Żak                                                                                | - Agata Kulesza - Joanna Moro - Tomasz Kot - Kamil Stoch                                        |
| Superwiktory                     | - Jerzy Bralczyk - Stefan Bratkowski - Juliusz Braun - Krzysztof Zanussi - Jacek Żakowski |                                                                                                 |